# Stotnik 1. stopnje (Slovenska vojska)
Stotnik 1. stopnje je bivši častniški vojaški čin, ki je bil v uporabi v Teritorialni obrambi Republike Slovenije (TO RS). Bil je nadrejen stotniku in podrejen majorju.
Sam čin je bil prevzet po činu istem činu Jugoslovanske ljudske armade. V skladu s Natovim standardom STANAG 2116 je čin spadal v razred OF-3.
Čin je bil ukinjen leta 1993 s sprejetjem Uredbe o činih in povišanju v Ministrstvu za obrambo Republike Slovenije.